# Новгородцево (Усвятский район)
Новгородцево —      деревня в Усвятском районе Псковской области России. Входит в состав сельского поселения «Церковищенская волость».

## География
Находится на юге региона, в северо-восточной части района, в лесной местности, вблизи истока р. Гастовка, урочищ Горки, Луговино.
Уличная сеть не развита. 

## История
В соответствии с Законом Псковской области от 28 февраля 2005 года № 420-ОЗ  деревня Новгородцево вошла в состав образованного муниципального образования Церковищенская волость.

## Население
| 2001 | 2002 | 2010 |
| ---- | ---- | ---- |
| 9    | ↘6   | ↘3   |

## Инфраструктура
Личное подсобное хозяйство. 
Почтовое отделение, обслуживающее д. Новгородцево —  182583; расположено в волостном центре д. Церковище.

## Транспорт
Просёлочные дороги . 